# Mariakapel (Valkenburg)

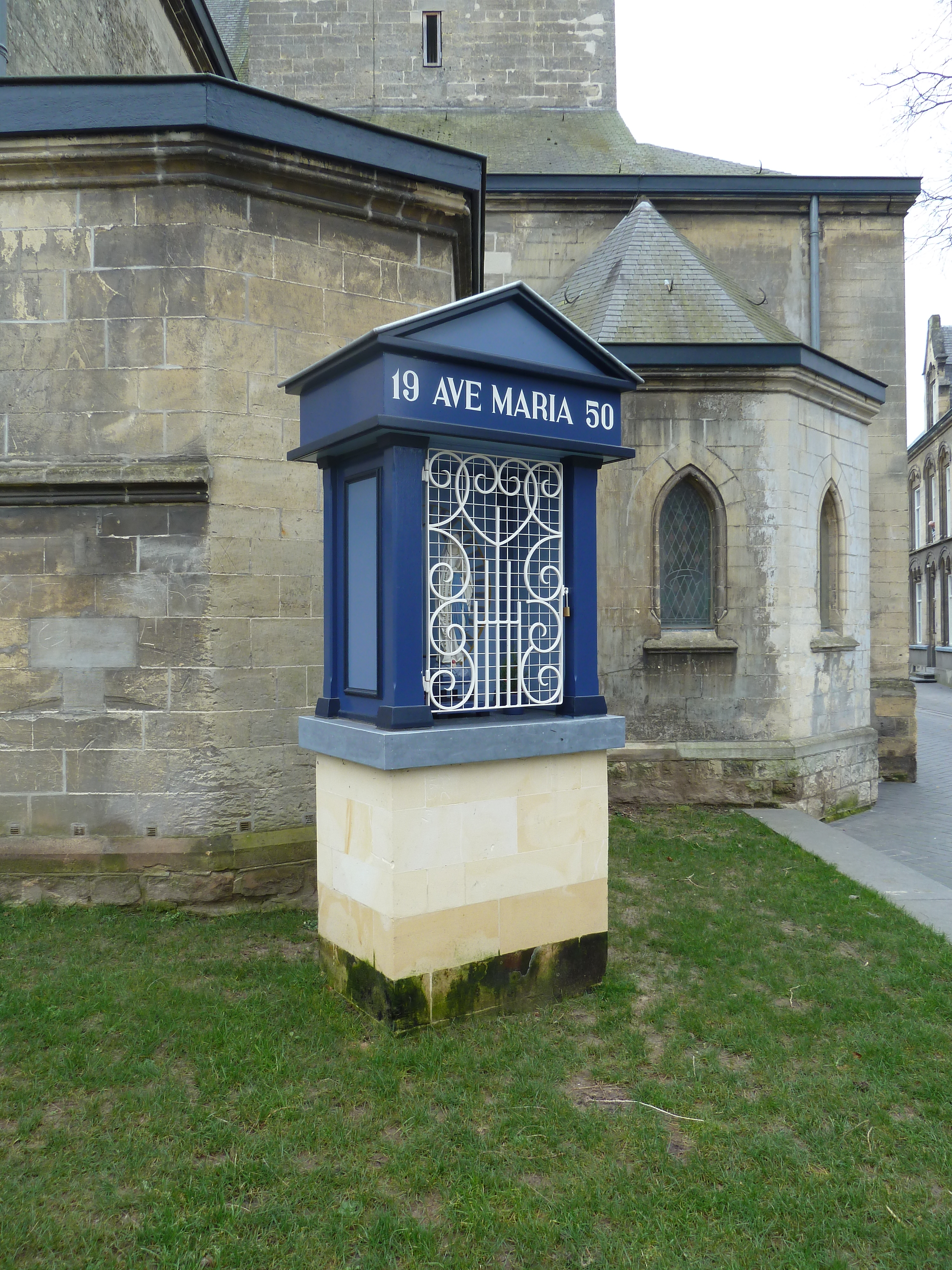
De Mariakapel naast de kerk

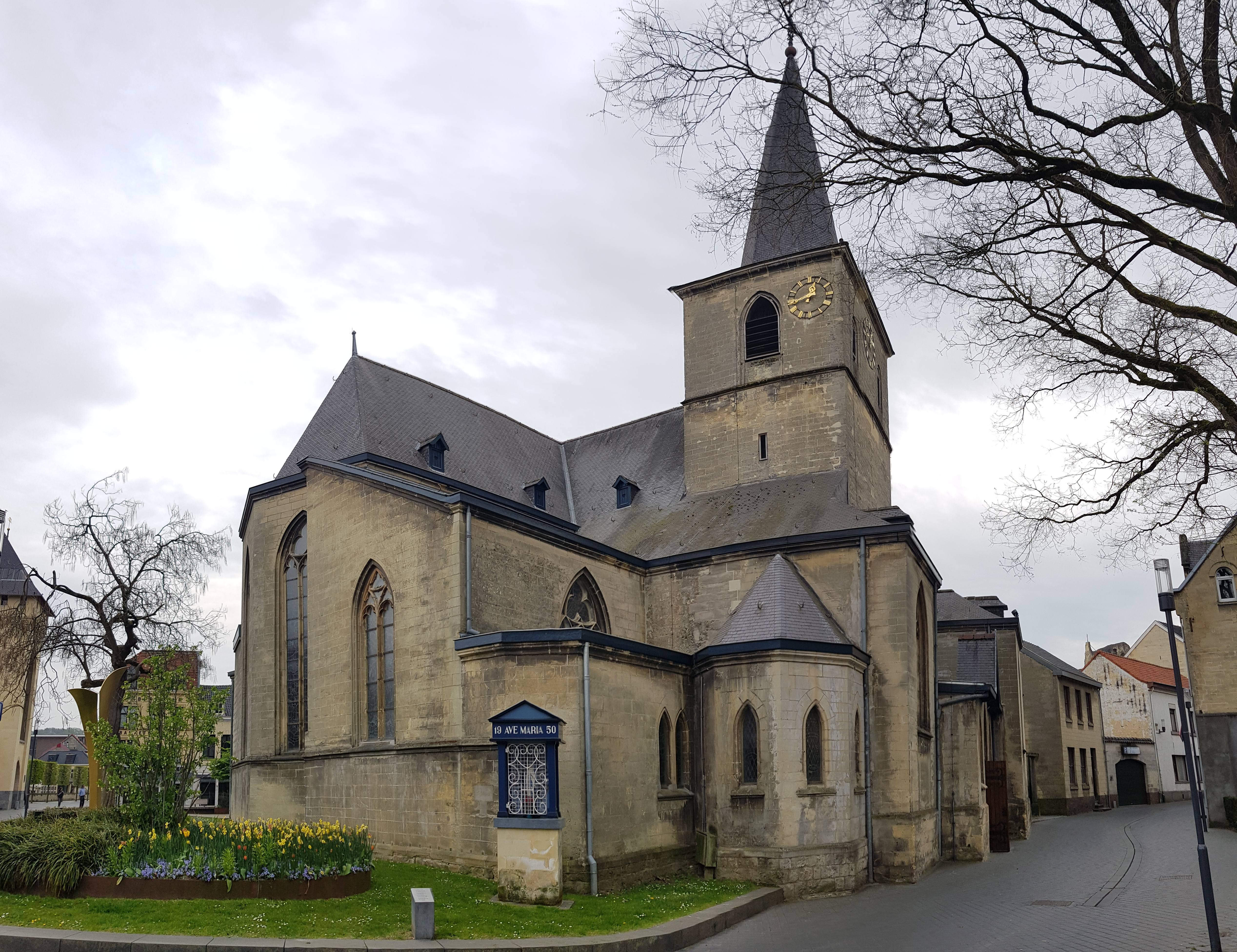
De Mariakapel naast de kerk

De Mariakapel, in de volksmond bekend als 't Kepelke bie de brög, is een niskapel in het centrum van Valkenburg in de Nederlands Zuid-Limburgse gemeente Valkenburg aan de Geul. De kapel staat naast de H.H. Nicolaas en Barbarakerk op enkele tientallen meters van de Geul aan de Pelerinstraat waar deze overgaat in de Kerkstraat.
Ten oosten van de Mariakapel staan naast de kerk de Vredesvlam, het Heilig Hartbeeld en de Nicolaas-perroen.
De kapel is gewijd aan Maria.

## Geschiedenis
In 1950 werd er naast de Geulbrug in de Pelerinstraat een Mariakapel gebouwd ter ere van het Mariajaar dat jaar.
Rond 1975 werd de kapel naar de Bogaardlaan verplaatst.
In 2010 werden de Geulkademuren gereconstrueerd en daarmee werd de kapel afgebroken. Nadien werd de kapel even verderop naast de H.H. Nicolaas en Barbarakerk herbouwd. Op 29 maart 2014 werd de kapel opnieuw ingezegend.

## Bouwwerk
De niskapel is opgetrokken op een rechthoekig plattegrond en bestaat uit twee delen. Het onderste deel is een sokkel die is opgetrokken in gele mergelsteen. Het bovenste deel is opgetrokken in hout onder een zadeldak. Het houtwerk is blauw geschilderd en op de voorgevel is in witte letters een tekst aangebracht:

19 AVE MARIA 50

De rechthoekige nis wordt afgesloten met een smeedijzeren hekwerk dat wit geschilderd is. Op de achterwand van de nis is er een amandelvormige stralenkrans geschilderd. In de nis staat op een sokkel een Mariabeeldje.